# Metaphrixus setouchensis
Metaphrixus setouchensis är en kräftdjursart som beskrevs av Shimomura, Ohtsuka och Sakakihara 2006. Metaphrixus setouchensis ingår i släktet Metaphrixus och familjen Bopyridae. Inga underarter finns listade i Catalogue of Life.